# Eddie McGoldrick
Edward John Paul McGoldrick (Londra, 30 aprile 1965) è un allenatore di calcio ed ex calciatore irlandese, di ruolo difensore.

## Palmarès

### Giocatore

#### Competizioni internazionali
- Fourth Division: 1

Northampton Town: 1986-1987
- Second Division: 2

Crystal Palace: 1988-1989 Playoff
Manchester City: 1998-1999 Playoff
- Full Members Cup: 1

Crystal Palace: 1990-1991

### Competizioni internazionali
- Coppa delle Coppe: 1

1993-1994